# Умбетов, Кайрат Жарылкасынович
Кайрат Жарылкасынович Умбетов (каз. Қайрат Жарылқасынұлы Үмбетов, род. 10 сентября 1977 год, Чирчик, Ташкентская область) — казахстанский кадровый военный, генерал-майор, Народный герой Казахстана (2016), С 30 мая 2022 года является заместителем Главнокомандующего Национальной гвардией Республики Казахстан по воспитательной и социально-правовой работе.

## Биография
Родился 10 сентября 1977 года в городе Чирчик Ташкентской области Узбекской ССР. 
В 1994 году поступил на первый курс командно-тактического факультета Чирчикского Высшего Танкового командно-инженерного училища. 
С присвоением воинского звания «лейтенант» в 1998 году Кайрат Умбетов начинает службу в качестве офицера. 
14 декабря 2001 года Указом Президента Республики Казахстан получил гражданство Республики Казахстан. 
С 3 мая 2002 года несёт службу офицера Национальной гвардии Республики Казахстан.
С 31 мая 2022 года назначен заместителем Главнокомандующего Национальной гвардией по воспитательной и социально-правовой работе. 
Указом президента Казахстана Касым-Жомарта Токаева 5 мая 2023 года присвоено воинское звание генерал-майор.

## Подвиг
7 апреля 2016 года в учебном центре в поселке Карабас Карагандинской области при проведении гранатометания с личным составом срочной службы начальник штаба воинской части 6505 Кайрат Умбетов, рискуя собственной жизнью, прикрыл своим телом молодого солдата и спас его от гибели. Пострадавших экстренно доставили в больницу в городе Абай. Оба получили осколочные травмы, солдат — ранения ноги, Умбетов — ранения плеча и ноги. Выяснилось, что солдат при выполнении боевых упражнений бросил гранату с недостаточной силой.

## Награды
- Почётное звание Народного героя Казахстана с вручением знака особого отличия «Золотая звезда» и ордена «Отан»[4]
- Юбилейная медаль «10 лет Вооружённым силам Республики Казахстан»
- Юбилейная медаль «20 лет Вооружённым силам Республики Казахстан»
- Медали «За безупречную службу» 2 и 3 степени